# Lasse Berghagen
Lars Nils Berghagen, dit Lasse Berghagen, né le 13 mai 1945 à Enskede et mort le 18 octobre 2023 , est un chanteur, compositeur et animateur de télévision suédois.

## Biographie
Il est découvert à 19 ans par Curt Petterson, le producteur d'une maison de disques, et sort son premier disque en 1965.
En 1969, il écrit la chanson de Teddybjörnen Fredriksson, et est classé au hit parade suédois avec le titre Gunga Gunga. D'autres tubes suivront : En enkel sång om frihet, Hålligång i skogen et Du som vandrar genom livet.
À la fin des années 1960, il écrit des chansons (Hej clown et Sagan om lilla Sofie) avec Benny Andersson, membre des Hep Stars, futur membre d'ABBA. En 1971, il enregistre un titre En kväll om sommarn avec Anni-Frid Lyngstad, qui sera plus tard chanteuse du groupe ABBA. Le titre est un tube en Suède. Ils feront des tournées ensemble.
Berghagen chante aussi des variétés (Schlager) allemandes. Son plus grand succès est Es war einmal eine Gitarre (Il y avait une fois une guitare) en 1975.
Il représente la Suède au Concours Eurovision de la chanson en 1975 avec le titre Jennie, Jennie. Il obtient le succès en tant qu'acteur de théâtre de 1979 à 1981.
Berghagen est un des artistes les plus appréciés en Suède, notamment en raison du show télévisé Allsång på Skansen (Tout le monde chante au parc Skansen) qu'il anime de 1994 à 2003. Le programme atteint des audiences de deux millions de personnes.
Berghagen écrit aussi des livres pour les enfants. Il a été le beau-père de Tommy Nilsson.

## Discographie
- Lars Berghagen (1969)[2]
- Teddybjörnen Fredriksson (1969)[2]
- En kväll i juni (1971)[2]
- Min värld i toner (1972)[2]
- Ding Dong (1973)[2]
- Min kärlekssång till dig (1974)[2]
- Jennie, Jennie (1975)[2]
- Hålligång i skogen (1975)[2]
- Tacka vet jag logdans (1977)[2]
- Dagboksblad (1983)[2]
- Nära naturen (1988)[2]
- På begäran (1991)[2]
- Stockholm i mitt hjärta (1992)[2]
- Sträck ut din hand (1995)[2]
- Inte bara drömmar (1997)[2]
- Som en blänkande silvertråd (2001)[2]
- Stockholm mina drömmars stad (2002)[2]